# Comté de Badarán
Le Comté de Badarán est un titre nobiliaire espagnol  créé le 21 août 1926 par le roi Alphonse XIII et attribué à Pío García-Escudero y Ubago, lieutenant-gouverneur de la Banque d'Espagne.
Sa dénomination fait référence à la localité de Badarán (La Rioja).

## Comtes de Badarán
|                            | Titulaire                                  | Période                    |
| Création par Alphonse XIII | Création par Alphonse XIII                 | Création par Alphonse XIII |
| -------------------------- | ------------------------------------------ | -------------------------- |
| I                          | Pío García-Escudero y Ubago                | 1926-1927                  |
| II                         | Pío García-Escudero y Fernández de Urrutia | 1927-1977                  |
| III                        | Felipe García-Escudero et Torroba          | 1977-1995                  |
| IV                         | Pío García-Escudero y Márquez              | 1996-Actuel                |

## Histoire des Comtes de Badarán
- Pío García-Escudero y Ubago († en 1927), comte de Badarán

1. Marié avec María del Pilar Fernández-Urrutia y Sola. Lui succède son fils:

- Pío García-Escudero y Fernández-Urrutia, comte de Badarán

1. Marié avec Emma Torroba y Goicoechea. Lui succède son fils:

- Felipe García-Escudero y Torroba, comte de Badarán

1. Marié avec Eloísa Márquez y Cano. Lui succède son fils:

- Pío García-Escudero y Márquez, comte de Badarán

1. Marié avec María del Carmen Ramos y Pérez.